# LvivMozArt
LvivMozArt — міжнародний фестиваль класичної музики, основні події якого відбуваються у Львові, Україна. Засновниця і художній керівник фестивалю — диригентка Оксана Линів, знана підтримкою російських наративів.

## Перебіг фестивалів

### LvivMozArt 2017
Відбулося прем'єрне виконання деяких творів Моцарта-сина у виконанні німецької піаністки Яри Таль, дуету сестер Гандлер тощо.

### LvivMozArt 2018
Під час фестивалю вперше в Україні прозвучали твори сучасного львівського композитора Богдана Сегіна. Також на одній із локацій фестивалю, Свірзькому замку, відбулася перша повноцінна режисерська постановка опери українського композитора Дмитра Бортнянського «Алкід», яка донедавна вважалася втраченою. Завершенням фестивалю став концерт, де вперше в Україні зіграли на скрипці, що нею володів Вольфганг Моцарт. Вона виготовлена 1764 року і зараз належить Моцартеуму — німецькому фонду, який зберігає найбільшу у світі колекцію особистих речей родини Моцартів.

### LvivMozArt 2019
ІІІ фестиваль LvivMozArt проходив 3-11 серпня. ІІІ фестиваль було присвячено творчості Ф. К. Моцарта, а на концерті «Моцарт. Зв’язок поколінь» прозвучали  скрипкові твори усіх трьох представників музичної династії (Леопольда, Вольфганга Амадея і Франца Ксавера Моцартів). На відміну від попередніх фестивалей, відкриття цього  фестивалю відбулося біля зруйнованої синагоги в місті Броди

### 2020
Проведення фестивалю було заплановано на вересень 2020, але відкладено через пандемію COVID-19

### LvivMozArt 2021

Відкриття скульптури Франца Ксавера Вольфганга Моцарта на площі Маланюка у Львові (26 серпня 2021 року)

26 серпня 2021 року в межах 5-го міжнародного фестивалю класичної музики «LvivMozArt», присвяченому 230-літтю від дня народження Франца Ксавера Вольфганга Моцарта, на площі Маланюка у Львові відкрили алегоричну скульптуру композитора, автором якої є віденський скульптор Себастіан Швайкерт. Пам'ятник викликав неоднозначну реакцію спільноти, зокрема у Спілці художників його назвали "агресивним". 
До цієї події український композитор Богдан Сегін написав святкову «Меланхолійну кантату на честь львівського Моцарта». Також до 230-ліття Франца Ксавера Моцарта у «Видавництві Старого Лева» видрукували книгу «Моцарт-син. Життя Франца Ксавера у подорожньому щоденнику і листах». Упродовж 26—29 серпня 2021 року діятиме виставка «Моцарт і Львів: історія та сьогодення» на якій представлені унікальні архівні знахідки, літографії та нотні видання часів Моцарта, зокрема ті, якими користувався він сам, а також твори сучасного мистецтва, присвячені йому та музиці. 28 серпня в рамках фестивалю відбувся концерт «Ковчег Україна: 10 століть української музики», перед тим представлений 22 серпня у Києві.

## Ініціативи фестивалю
- Молодіжний симфонічний оркестр створений  у 2016 році відбувся за підтримки Федеративної Республіки Німеччина, Goethe-Institut, Міністерства культури України, Бетховенського Фестивалю в м. Бонн (BeethovenFest Bonn), та в партнерстві з фестивалем LvivMozArt з метою об’єднати музикантів віком від 12 до 22 років з усіх куточків України. У 2022 з початком війни оркестр сприяв евакуації молодих українських музикантів[12], надалі виступав у містах Європи виконуючи музику українських композиторів,